# Брезадола, Джакомо
Джакомо Брезадола (также Джакопо; итал. Giacomo Bresadola; 1847—1929) — итальянский миколог.

## Биография
Джакомо Брезадола родился 14 февраля 1847 года в городе Меццана, находившемся в то время на территории Австро-Венгрии. С детства Джакомо интересовался ботаникой. Учился в начальной школе в Меццане, затем некоторое время учился у своего дяди-священника в Клоце. После этого Брезадола поступил в технический институт Роверето. Через несколько лет перешёл в духовную семинарию Тренто. Затем Брезадола был священником в Базельге-ди-Пине, Ронченьо-Терме и Мале. На протяжении пяти лет был викарием в Маграсе. В это время он познакомился с ботаником Франческо Амбрози, бриологом Густаво Вентури и некоторыми итальянскими микологами. Пьер Андреа Саккардо познакомил Брезадолу с французскими учёными Люсьеном Келе и Эмилем Будье. Он вёл переписку с почти 400 различными учёными, в настоящее время письма Брезадолы хранятся в Вашингтонском университете. С 1881 по 1892 издавалась книга Джакомо Fungi tridentini novi vel novum vel nondum delineati. В 1884 году Брезадола стал викарием в Тренто. Брезадола работал в Итальянском ботаническом обществе и Музее естественной истории Тренто. В 1910 году он ушёл на пенсию. После Первой мировой войны Брезадола был вынужден продать часть своего гербария. В 1927 году он стал почётным доктором Падуанского университета. В том же году ему был присвоен Орден Короны Италии. Джакомо Брезадола скончался 9 июня 1929 года в Тренто.

## Некоторые научные книги
- Bresadola, G. (1881—1900). Fungi tridentini novi vel novum vel nondum delineati.
- Bresadola, G. (1897). Hymenomycetes hungarici kmetiani.
- Bresadola, G. (1894—1899). Fungi mangerecci e velenosi del Trentino.
- Bresadola, G. (1899). I funghi mangerecci e velenosi dell' Europa media.
- Bresadola, G., Traverso, G.B., Fenaroli, L., Catoni, G. et al. (1927—1960). Iconographia mycologica.

## Роды и некоторые виды, названные в честь Дж. Брезадолы
- Bresadolella Höhn., 1903 [syn.  Trichosphaerella E.Bommer, M.Rousseau & Sacc., 1891]
- Bresadolia Speg., 1883 [syn.  Polyporus Adans., 1763]
- Bresadolina Brinkmann, 1909 [syn.  Cotylidia P.Karst., 1881]
- Agaricus bresadolanus Bohus, 1969
- Amanita bresadolana Neville & Poumarat, 2004
- Boletus bresadolae Quél., 1881 [syn.  Suillus bresadolae (Quél.) Gerhold, 1985]
- Cenangium bresadolae Rehm, 1888 [syn.  Encoeliopsis bresadolae (Rehm) J.W.Groves, 1969]
- Clavaria bresadolae Quél., 1888 [syn.  Mucronella bresadolae (Quél.) Corner, 1970]
- Corticium bresadolianum Sacc. & Trotter, 1912 [syn.  Tomentellopsis bresadolana (Sacc. & Trotter) Jülich & Stalpers, 1980]
- Inocybe bresadolae Massee, 1904
- Lactarius bresadolanus Singer, 1942
- Lyophyllum bresadolanum E.Ludw., 2001
- Mycena bresadolana Robich & Neville, 1997
- Ramularia bresadolae U.Braun, 1991
- Sclerotinia bresadolae Rick, 1900 [syn.  Ciborinia bresadolae (Rick) J.T.Palmer, 1992]
- Trametes bresadolae Ryvarden, 1988
- Tricholoma bresadolanum Clémençon, 1977